# Abdulkarim Fardan
Abdulkarim Fardan (arabe : عبدالکریم فردان), né le 25 avril 1992 à Bahreïn, est un joueur de football international bahreïnien, qui évolue au poste de gardien de but.

## Biographie

### Carrière en sélection
Il reçoit sa première sélection en équipe de Bahreïn le 16 octobre 2018, en amical contre la Birmanie (victoire 4-1).
En janvier 2019, il est retenu par le sélectionneur Miroslav Soukup (en) afin de participer à la Coupe d'Asie des nations organisée aux Émirats arabes unis. Lors de cette compétition, il ne joue qu'un seul match, face à la Corée du Sud.

## Palmarès
- Champion de Bahreïn en 2017 avec le Malkiya Club